# Liechtensteiner Straße
Die Liechtensteiner Straße (L 191a) ist eine Landesstraße in Österreich. Sie ist 3 km lang und führt vom Ortszentrum der Stadt Feldkirch zur Staatsgrenze mit Liechtenstein. Dort geht sie in die Hauptstrasse 16 über. Sie liegt komplett im Stadtgebiet von Feldkirch.

## Verlauf

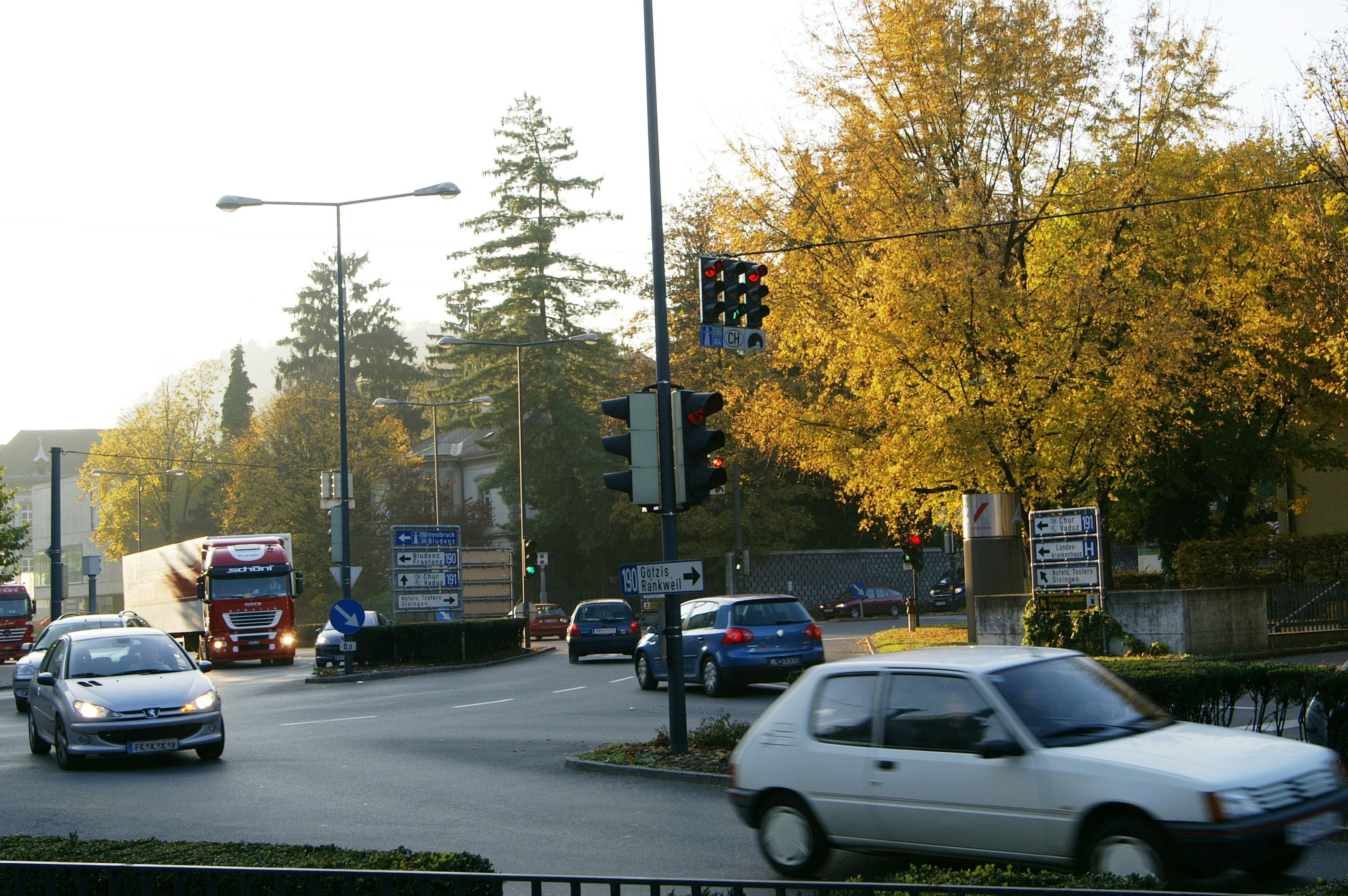
Die Bärenkreuzung, Blickrichtung Westen

Die Liechtensteiner Straße nimmt ihren Ausgang im Zentrum der Vorarlberger Bezirkshauptstadt Feldkirch an der sogenannten „Bärenkreuzung“, einem Verkehrsknotenpunkt, an dem die L 191 mit der Vorarlberger Straße (L 190) und der Bangser Straße (L 53) zusammentrifft. Von der Kreuzung aus führt der Straßenverlauf der Liechtensteiner Straße westwärts durch ein dicht verbautes Gebiet entlang der ehemaligen Stadtmauern. Im Straßennetz der Stadt Feldkirch wird die Straße in diesem Bereich als Hirschgraben bezeichnet.
Vorbei an Teilen der ehemaligen Stadtbefestigung erreicht die Straßenführung nach etwa 500 Metern die Ill, welche auf Höhe des Landesgerichts mittels einer Brücke überquert wird. Ab dieser Brücke trägt die Straße die ortsinterne Bezeichnung Schillerstraße.
Etwa auf Höhe der PH Vorarlberg zweigt nördlich die alte Liechtensteiner Straße in die neue Straßenführung ein. Ab hier lautet auch die Bezeichnung der Straße im Feldkircher Straßennetz Liechtensteiner Straße (diese setzt sich ortsintern über den alten Straßenverlauf nördlich der heutigen Trassenführung fort). Nach 3,2 Kilometern erreicht die Straße im Feldkircher Ortsteil Tisis den Grenzübergang zum Fürstentum Liechtenstein, wo sie in die Hauptstrasse 16 übergeht.

## Geschichte
Die Liechtensteiner Straße wurde im Kaiserreich Österreich-Ungarn als Reichsstraße XIV bezeichnet.
Die Liechtensteiner Straße gehört zu den ehemaligen Reichsstraßen, die 1921 als Bundesstraßen übernommen wurden. Nach dem „Anschluss Österreichs“ wurde sie als Reichsstraße 31a bezeichnet.
Ursprünglich war die Bezeichnung der Liechtensteiner Straße L 191, mit der Planung des Stadttunnels Feldkirch wurde der bestehenden Straßenführung aber von der Landesstraßenverwaltung die neue Bezeichnung L 191a zugewiesen. Die ursprüngliche Bezeichnung L 191 ging auf das geplante und noch nicht realisierte Straßenstück über, das vom Kreisverkehr im Stadttunnel zukünftig unter dem Namen Tisner Straße zum bestehenden Grenzübergang bei Feldkirch-Tisis führen soll.